# Мітюшово
Мітюшо́во (рос. Митюшово) — село (колишнє селище) у складі Тальменського району Алтайського краю, Росія. Входить до складу Новотроїцької сільської ради.
Стара назва — Мітюшево.

## Населення
Населення — 37 осіб (2010; 57 у 2002).
Національний склад (станом на 2002 рік):
- росіяни — 89 %